# La Bisbal del Ampurdán
La Bisbal del Ampurdán o simplemente La Bisbal (en catalán: la Bisbal d'Empordà) es un municipio español de la provincia de Gerona, Cataluña, y capital de la comarca del Bajo Ampurdán. Se asienta sobre el llano del Ampurdán, adyacente al macizo de Las Gavarras y regado por el río Daró.
La Bisbal es conocida por su cerámica y por los dulces de sus pastelerías. Es la capital de la cerámica de Cataluña.
Del 14 al 18 de agosto se celebra la fiesta mayor de la población en honor a la patrona, María.

## Geografía
El municipio de La Bisbal, situado en el centro del Bajo Ampurdán, limita al norte con Corsá y Ullestret, al este con Forallac y al oeste con Cruilles, Monells y San Sadurní. También forman parte del municipio los pueblos de Castillo del Ampurdán y Sant Pol.

## Historia
Su origen se halla en la villa romana de Fontanetum. Su nombre actual se debe a la cesión de la localidad al obispo (bisbe en catalán) de Gerona durante el dominio carolingio. La diócesis de Gerona se encargaba de la organización civil y eclesiástica del territorio, gobernado probablemente por un vizconde. Fontanetum sirvió de punto de partida para levantar la villa de Santa María Episcopalis, con una iglesia y un palacio, y se constituyó en parroquia en el año 904. Entonces la población ya recibía el nombre popular de La Bisbal, en referencia a los obispos, que construyeron un castillo en el siglo XI.
Durante la Baja Edad Media, la Bisbal estaba amurallada, una protección que se completaba con baluartes, fosos y varias torres. Existían cuatro portales a través de los cuales se accedía al núcleo: uno en el camino que llevaba a Gerona, otro en el camino de Palamós, otro encarado en Calonge y un cuarto, posterior, en el camino de Torroella de Montgrí. Las calles eran irregulares, estrechas y sinuosas, una característica de las villas de dominio feudal. El centro de la vida social era la plaza Mayor, entonces porticada. Había también una judería: una calle con pórticos y en forma de zigzag para que no se pudiera ver su interior.

## Fuego de la Bisbal
La villa vivió uno de los episodios importantes de la insurrección federalista de 1869, el Fuego de la Bisbal. Se enfrentaron las tropas del gobernador militar de Gerona y una partida armada republicana de unos dos mil hombres que se habían hecho fuertes en la ciudad. La mayoría de los efectivos republicanos eran menestrales de la industria alcornoque.

## Capital de la cerámica

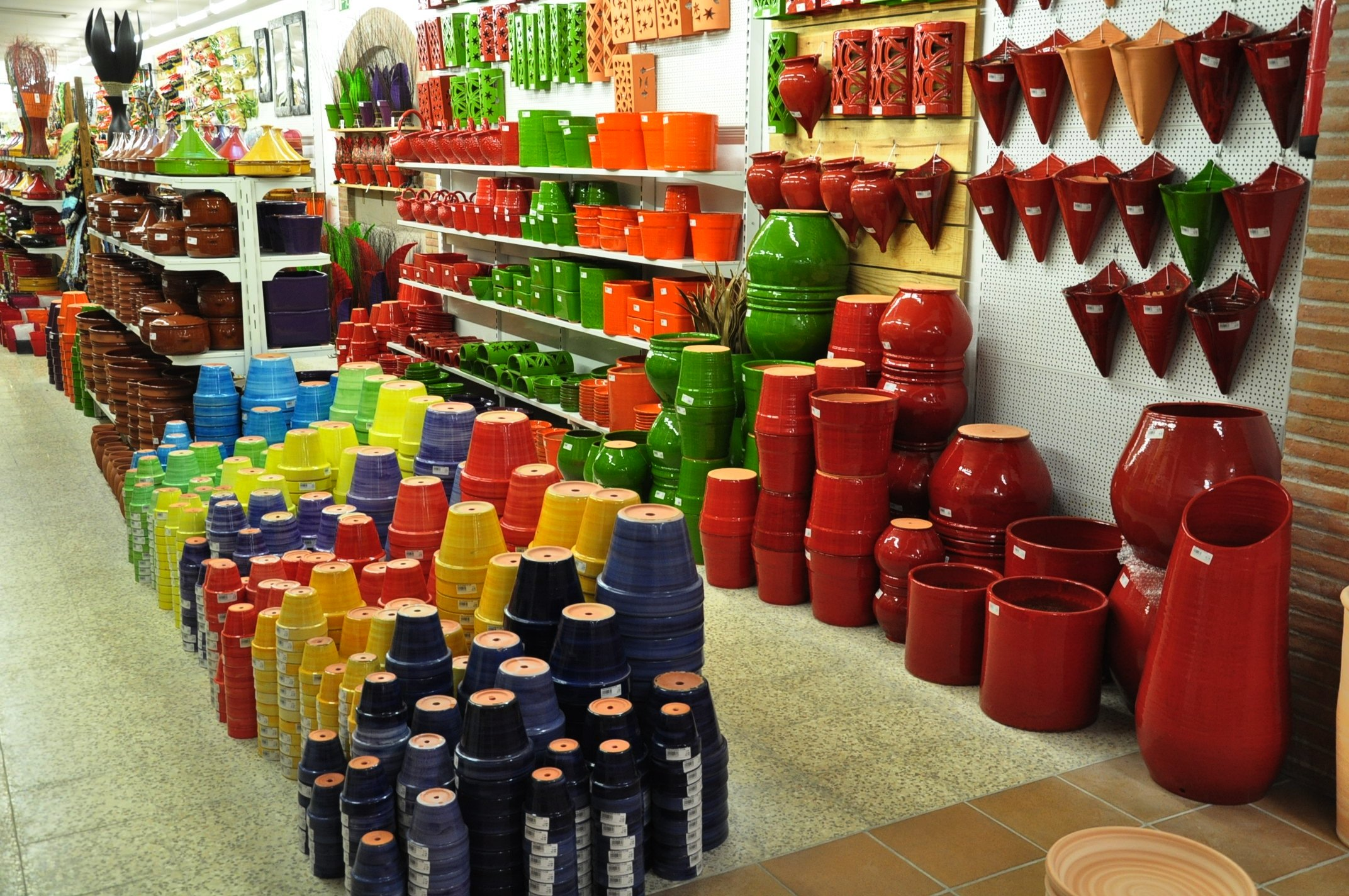
La cerámica industrial y artística representan los puntales de la economía local.

La Bisbal del Ampurdán es la capital de la cerámica de Cataluña, el kilómetro 0 de la industria de la cerámica catalana. El oficio de ceramista es lo más típico de la población. En el municipio hay un museo dedicado a la cerámica, el Terracotta Museo. Al Terracotta Museo se explican los más de 500 años de tradición alfarera bisbalenca. Se puede comprobar la importancia de esta actividad en la Bisbal gracias a un paisaje urbano caracterizado por las esbeltas siluetas de las chimeneas y por las numerosas tiendas de barro y de cerámica, estratégicamente situadas en la famosa calle de la Aigüeta.
Actualmente, la Bisbal cuenta con más de 35 talleres ceramistas activos. Destaca la calidad de la arcilla roja. El municipio también cuenta con una Escuela de Cerámica.
Desde finales de 2021, la Bisbal es considerada una Crafy City reconocida por el World Craft Council (WCC). Se trata de la primera World Crafy City de la Europa continental y la quinta ciudad europea al recibir este reconocimiento.
Los ceramistas bisbalenses trabajan bajo la marca registrada “Cerámica de la Bisbal” que es un distintivo protector a nivel de la Unión Europea. Con la marca se reconoce la singularidad de las piezas de cerámicas hechas en el municipio bisbalense.

## Demografía
La Bisbal del Ampurdán cuenta con una población de 11 683 habitantes (INE 2024).
| Gráfica de evolución demográfica de La Bisbal del Ampurdán entre 1842 y 2021 |
| |
| Población de derecho según los censos de población del INE Población de hecho según los censos de población del INEEn 1972 crece el término del municipio porque incorpora a Castell de Ampurdá |

## Economía
Tradicionalmente la agricultura y ganadería han sido las principales fuentes de riqueza de la población. A comienzos del siglo XX destacó la industria del corcho. En la actualidad, la cerámica industrial y artística representan su principal registro económico y turístico.

## Monumentos y lugares de interés
- Castillo-Palacio de La Bisbal
- Paseo Marimon Asprer
- Torre María
- Plaza Jacinto Verdaguer
- Iglesia de Santa María
- Iglesia de la Piedad
- Casa d'en Rueda
- Les Voltes
- Puente Viejo
- El Convento
- Call judío

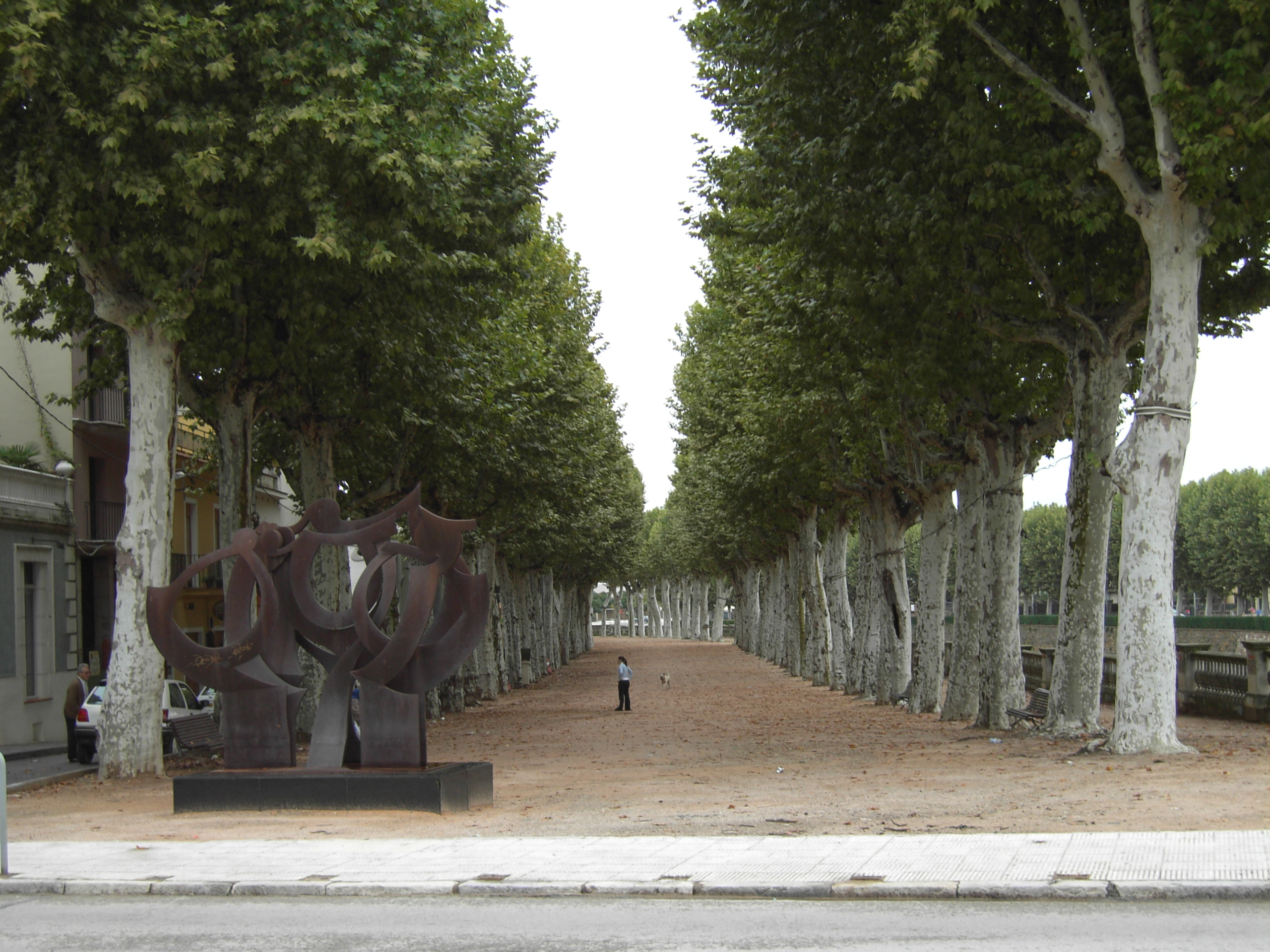
Paseo de La Bisbal.

- San Pablo de La Bisbal del Ampurdán

## Cultura y tradiciones

### Festa Major
La fiesta mayor de la Bisbal tiene lugar los días 14, 15, 16, 17 y 18 de agosto. La festividad es en honor a la patrona del municipio, María.
A lo largo de los cinco días de la fiesta se pueden disfrutar en torno a ochenta actos organizados por las asociaciones y entidades de la ciudad. Entre otros destacan el Correfoc, el Baile de Gigantes, la Promenade, el Seguicio Histórico, el Baile del Aliga o el Pasacalle y el pregón.
El Trencament del Càntir (Rotura del Cántaro) es el acto solemne que da el pistoletazo de salida a la fiesta. El botijo que se rompe, cada año lo elabora un maestro ceramista diferente y lo rompe una personalidad destacada de la población, también diferente cada año. El acto cuenta con una canción popular creada especialmente para la ocasión, El rock del càntir.

### Seguici Popular

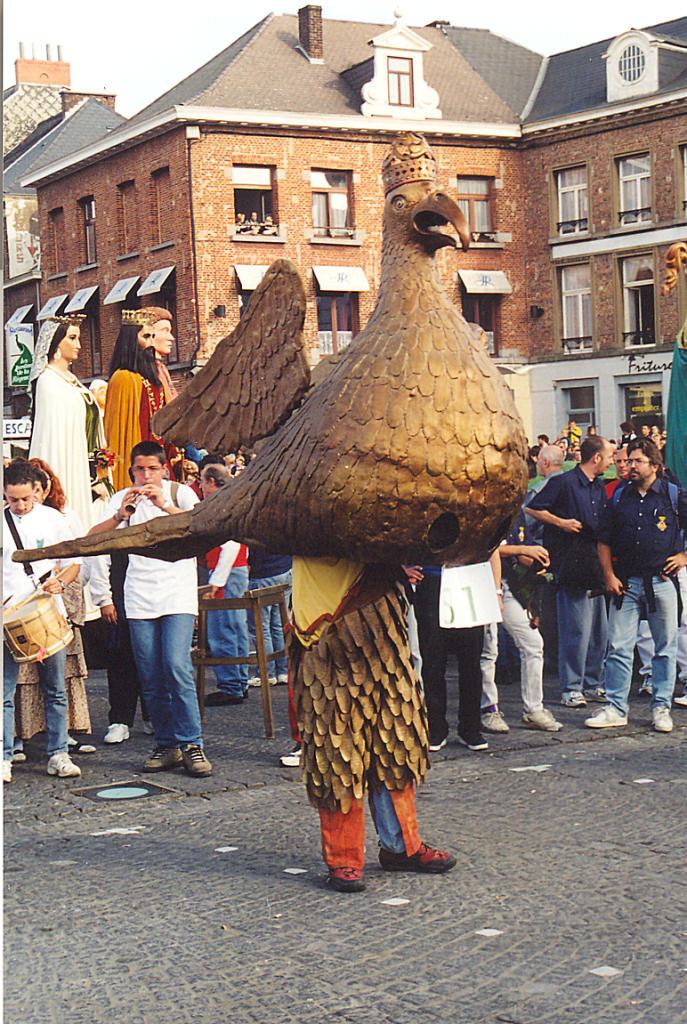
Àliga de la Bisbal

- Gigantes Perses
- Gigantes Fesolers
- Giganta Rigoberta
- Giganta Rufina
- Àliga de la Bisbal
- Dragón de la Bisbal
- Dragolín de la Bisbal
- Dragón de Dracs
- Voltor
- Voltora
- Voltorets
- Bestiesa

### Fiestas y ferias
- 1 de mayo - Feria Mercado en la calle.
- 15-17 de julio - Feria del Circo en la calle.
- 14-18 de agosto - Fiesta mayor
- 16 de agosto - Fiesta local

## Gastronomía
Son muy populares los dulces de sus pastelerías:
- Bisbalenc - Pastelería Sans
- Rus - Pastelería Massot
- Càntir - Pastelería Font
- Mil·lenni - Pastelería Font
- Galletas Graupera